# Gigantium
Gigantium er et Idræts- og Kulturcenter i Aalborg bestående af storhal, idrætshal, to skøjtehaller, en svømmehal og en atletikhal.

## Gigantium Arena
Gigantium Arena eller Gigantium storhal er en næsten 11.000 m² stor sportshal. Gigantium storhal benyttes især til sportsarrangementer, men også til markeder og musikarrangementer. I 2006, 2010, 2012, 2015 og i 2018 blev arenaen benyttet til Dansk Melodi Grand Prix. I forbindelse med koncerter er der plads til op mod 8.500. Gigantium Arena benyttedes ved EM i håndbold 2010 for kvinder, hvor der blev afholdt gruppekampe med en midlertidig tilskuerkapacitet på 6.500. Hallen blev også benyttet ved EM i håndbold 2014 for mænd. 

## Gigantium Idrætshal
Gigantium Idrætshal er, som Storhallen, en opvarmet limtræbuehal, dog er gulvbelægningen et massiv bøgeparketgulv med en DIN-godkendt konstruktion, som giver optimal affjedring til sport.
Gigantium Idrætshal har et gulvareal på knap 1.400 kvadratmeter, med opstregning til bl.a. håndbold-, badminton-, volleyball- og basket- baner. Gigantium Idrætshal er godkendt til 1.200 mennesker.

## Gigantium Isarena
Der blev i perioden 2005-2008 bygget to skøjtehaller med forbindelse til Gigantium. Skøjtehallerne har fået navnet Gigantium Isarena og Gigantium Istræningshal. Gigantium Isarena bruges af Aalborg Pirates til kamp og træning og har en kapacitet på 6000 tilskuere, fordelt på stå- og siddepladser 

### Gigantium Isarena som håndboldarena
Ved store håndboldkampe, såsom internationale turneringer eller slutspil i den hjemlige liga, kan isarenaen omdannes til håndboldbane med tilskuerkapacitet på 5.600.

## Gigantium Istræningshal
Gigantium Istræningshal bruges til træning af andre hold og offentligt skøjteløb. 

## Gigantium Svømmehal
NCC har opført en svømmehal i tilslutning til idrætskomplekset. Byggeriet blev påbegyndt sidst i oktober 2009 og indviet den 28. november 2011. Prisen blev ca. 85 mio. kr. Arkitektfirmaet Kjaer & Richter tegnede svømmehallen.

## Gigantium Atletikhal
I marts 2013 blev det besluttet at opføre en atletikhal i tilknytning til Gigantium. Hallen blev indviet i 2014. Atletikhallen er opført som en træningshal på 1800 m². Der er 6 ligeløbsbaner på 60 meter, en sandgrav til længde og tre-spring, en stangspringsmadras, 2 højdespringsmadrasser, en kuglestødsring og et kastbur. Hallen anvendes til træning og til mindre stævner uden rundbaneløb.

## Øvrige lokaler
Af øvrige lokaler i Gigantium er Foyer, mødelokaler og kontor.

## Historie

### Brand
Den 5. juli 2017 gik der ild i den sydlige ende af den store håndboldhal i Gigantium, hvorefter de begynde opbygningen igen. Branden har været mistænkt startet af en ukrudtsbrænder. .